# Томас Грайсс
Томас Грайсс (нім. Thomas Greiss; нар. 29 січня 1986, Фюссен) — німецький хокеїст, що грав на позиції воротаря.

## Ігрова кар'єра
Хокейну кар'єру розпочав на батьківщині 2003 року виступами за команду «Кельнер Гайє», відіграв за цей клуб три сезони.
2004 року був обраний на драфті НХЛ під 94-м загальним номером командою «Сан-Хосе Шаркс».
Перед сезоном 2006/07 перебрався до Північної Америки, де виступав спочатку за «Фресно Фалконс», а згодом перейшов до фарм-клубу «Сан-Хосе Шаркс» «Вустер Шаркс» (АХЛ). 13 січня 2008 дебютував в НХЛ у матчі проти «Анагайм Дакс» в якому «акули» поступились в овертаймі 3–4. У сезоні 2009/10 в активі Томаса вже було 16 матчів у регулярній першості.
Сезон 2010/11 воротар провів в Європі захищаючи кольори шведської команди «Брюнес».
26 січня 2013 Грайсс відіграв перший матч в НХЛ на нуль відбивши 24 кидки гравців «Колорадо Аваланч».
У липні 2013 Томас укладає контракт з «Фінікс Койотс», а влітку 2014 підписує контракт з «Піттсбург Пінгвінс». Відігравши лише двадцять матчів у регулярному сезоні на правах вільного агента уклав контракт з «Нью-Йорк Айлендерс» строком на два роки.
10 жовтня 2020 року підписав дворічний контракт з клубом «Детройт Ред Вінгз».
13 липня 2022 року Томас уклав однорічну угоду з командою «Сент-Луїс Блюз».
12 липня 2023 року німець оголосив про завершення професійної кар'єри гравця.

## На рівні збірних
Був гравцем юніорської та молодіжної збірної Німеччини, у складі яких брав участь у 15 іграх. 
З 2005 залучається до лав національної збірної Німеччини.
У складі збірної Європи в 2016 році брав участь у Кубку світу, став срібним призером турніру.

## Нагороди та досягнення
- Трофей Вільяма М. Дженнінгса — 2019.

## Статистика

### Клубні виступи
| Сезон        | Клуб                  | Ліга         | Регулярний сезон | Регулярний сезон | Регулярний сезон | Регулярний сезон | Регулярний сезон | Регулярний сезон | Регулярний сезон | Регулярний сезон | Регулярний сезон | Плей-оф | Плей-оф | Плей-оф | Плей-оф | Плей-оф | Плей-оф | Плей-оф | Плей-оф |
| Сезон        | Клуб                  | Ліга         | І                | В                | П                | Н/OT             | Хв               | ПГ               | ІБГ              | ПГГ              | %ВК              | І       | В       | П       | Хв      | ПГ      | ІБГ     | ПГA     | %ВК     |
| ------------ | --------------------- | ------------ | ---------------- | ---------------- | ---------------- | ---------------- | ---------------- | ---------------- | ---------------- | ---------------- | ---------------- | ------- | ------- | ------- | ------- | ------- | ------- | ------- | ------- |
| 2003–04      | «Кельнер Гайє»        | ДХЛ          | 1                | 0                | 0                | 0                | 20               | 4                | 0                | 12.00            | .600             | —       | —       | —       | —       | —       | —       | —       | —       |
| 2004–05      | «Кельнер Гайє»        | ДХЛ          | 8                | —                | —                | —                | 459              | 16               | 0                | 2.09             | .936             | —       | —       | —       | —       | —       | —       | —       | —       |
| 2004–05      | «Айсберен Регенсбург» | 2 Бундесліга | 1                | —                | —                | —                | 60               | 2                | 0                | 2.00             | —                | —       | —       | —       | —       | —       | —       | —       | —       |
| 2005–06      | «Кельнер Гайє»        | ДХЛ          | 27               | —                | —                | —                | 1560             | 64               | 1                | 2.46             | .926             | 9       | 6       | 3       | 533     | 27      | 1       | 3.03    | .898    |
| 2006–07      | «Фресно Фалконс»      | ХЛСУ         | 3                | 1                | 2                | 0                | 180              | 7                | 0                | 2.34             | .929             | —       | —       | —       | —       | —       | —       | —       | —       |
| 2006–07      | «Вустер Шаркс»        | АХЛ          | 43               | 26               | 15               | 2                | 2555             | 111              | 0                | 2.61             | .912             | 3       | 0       | 3       | 172     | 12      | 0       | 4.18    | .865    |
| 2007–08      | «Вустер Шаркс»        | АХЛ          | 41               | 18               | 21               | 2                | 2424             | 125              | 0                | 3.09             | .892             | —       | —       | —       | —       | —       | —       | —       | —       |
| 2007–08      | «Сан-Хосе Шаркс»      | НХЛ          | 3                | 0                | 1                | 1                | 129              | 7                | 0                | 3.26             | .860             | —       | —       | —       | —       | —       | —       | —       | —       |
| 2008–09      | «Вустер Шаркс»        | АХЛ          | 57               | 34               | 20               | 2                | 3346             | 138              | 1                | 2.47             | .910             | 12      | 6       | 6       | 742     | 30      | 2       | 2.43    | .912    |
| 2009–10      | «Сан-Хосе Шаркс»      | НХЛ          | 16               | 7                | 4                | 1                | 782              | 35               | 0                | 2.68             | .912             | 1       | 0       | 0       | 40      | 2       | 0       | 3.00    | .929    |
| 2010–11      | «Брюнес»              | Елітсерія    | 32               | —                | —                | —                | 1850             | 90               | 2                | 2.92             | .901             | —       | —       | —       | —       | —       | —       | —       | —       |
| 2011–12      | «Сан-Хосе Шаркс»      | НХЛ          | 19               | 9                | 7                | 1                | 1043             | 40               | 0                | 2.30             | .915             | —       | —       | —       | —       | —       | —       | —       | —       |
| 2012–13      | «Ганновер Скорпіонс»  | ДХЛ          | 9                | 3                | 6                | 0                | 535              | 31               | 0                | 3.47             | .905             | —       | —       | —       | —       | —       | —       | —       | —       |
| 2012–13      | «Сан-Хосе Шаркс»      | НХЛ          | 6                | 1                | 4                | 0                | 308              | 13               | 1                | 2.53             | .915             | —       | —       | —       | —       | —       | —       | —       | —       |
| 2012–13      | «Вустер Шаркс»        | АХЛ          | 1                | 0                | 1                | 0                | 60               | 5                | 0                | 5.04             | .815             | —       | —       | —       | —       | —       | —       | —       | —       |
| 2013–14      | «Фінікс Койотс»       | НХЛ          | 25               | 10               | 8                | 5                | 1312             | 50               | 2                | 2.29             | .920             | —       | —       | —       | —       | —       | —       | —       | —       |
| 2014–15      | «Піттсбург Пінгвінс»  | НХЛ          | 20               | 9                | 6                | 3                | 1159             | 50               | 0                | 2.59             | .908             | —       | —       | —       | —       | —       | —       | —       | —       |
| 2015–16      | «Нью-Йорк Айлендерс»  | НХЛ          | 41               | 23               | 11               | 4                | 2288             | 90               | 1                | 2.36             | .925             | 11      | 5       | 6       | 734     | 30      | 0       | 2.46    | .923    |
| 2016–17      | «Нью-Йорк Айлендерс»  | НХЛ          | 51               | 26               | 18               | 5                | 2814             | 126              | 3                | 2.69             | .913             | —       | —       | —       | —       | —       | —       | —       | —       |
| 2017–18      | «Нью-Йорк Айлендерс»  | НХЛ          | 27               | 13               | 8                | 2                | 1492             | 95               | 1                | 3.82             | .892             | —       | —       | —       | —       | —       | —       | —       | —       |
| 2018–19      | «Нью-Йорк Айлендерс»  | НХЛ          | 43               | 23               | 14               | 2                | 2294             | 87               | 5                | 2.28             | .927             | 1       | 0       | 0       | 36      | 2       | 0       | 3.33    | .800    |
| 2019–20      | «Нью-Йорк Айлендерс»  | НХЛ          | 31               | 16               | 9                | 4                | 1,596            | 73               | 0                | 2.74             | .913             | 4       | 2       | 2       | 178     | 6       | 1       | 2.02    | .929    |
| 2020–21      | «Детройт Ред Вінгз»   | НХЛ          | 34               | 8                | 15               | 8                | 1,756            | 79               | 2                | 2.70             | .912             | —       | —       | —       | —       | —       | —       | —       | —       |
| 2021–22      | «Детройт Ред Вінгз»   | НХЛ          | 31               | 10               | 15               | 1                | 1,508            | 92               | 0                | 3.66             | .891             | —       | —       | —       | —       | —       | —       | —       | —       |
| 2022–23      | «Сент-Луїс Блюз»      | НХЛ          | 21               | 7                | 10               | 0                | 1,090            | 66               | 1                | 3.64             | .896             | —       | —       | —       | —       | —       | —       | —       | —       |
| Усього в НХЛ | Усього в НХЛ          | Усього в НХЛ | 368              | 162              | 130              | 37               | 19,569           | 903              | 16               | 2.77             | .911             | 17      | 7       | 8       | 988     | 40      | 1       | 2.43    | .922    |
| Усього в ДХЛ | Усього в ДХЛ          | Усього в ДХЛ | 45               | —                | —                | —                | 2574             | 115              | 1                | 2.58             | .917             | 9       | 6       | 3       | 533     | 27      | 1       | 3.03    | .898    |

### Збірна
| Рік                | Команда            | Турнір             | І  | В  | П | Н | Хв  | ПГ | ІБГ | ПГГ  | %ВК  |
| ------------------ | ------------------ | ------------------ | -- | -- | - | - | --- | -- | --- | ---- | ---- |
| 2003               | Німеччина          | ЮЧС18-D1           | 2  | 2  | 0 | 0 | 120 | 2  | 0   | 1.00 | .955 |
| 2004               | Німеччина          | ЮЧС18-D1           | 3  | 2  | 0 | 0 | 140 | 8  | 0   | 3.43 | .867 |
| 2004               | Німеччина          | МЧС-D1             | 2  | 2  | 0 | 0 | —   | —  | —   | 1.51 | .909 |
| 2005               | Німеччина          | МЧС                | 3  | 0  | 2 | 0 | 104 | 13 | 0   | 7.50 | .806 |
| 2006               | Німеччина          | МЧС-D1             | 4  | 4  | 0 | 0 | 240 | 2  | 2   | 0.50 | .978 |
| 2006               | Німеччина          | ОІ                 | 1  | 0  | 1 | 0 | 60  | 5  | 0   | 5.00 | .875 |
| 2006               | Німеччина          | ЧС-D1              | 2  | 1  | 0 | 0 | 61  | 2  | 0   | 1.97 | .882 |
| 2010               | Німеччина          | ОІ                 | 3  | 0  | 3 | 0 | 179 | 15 | 0   | 5.03 | .815 |
| 2016               | Німеччина          | ЧС                 | 4  | 3  | 1 | 0 | 240 | 10 | 0   | 2.50 | .904 |
| 2017               | Німеччина          | ЧС                 | 4  | 1  | 2 | 0 | 181 | 15 | 0   | 4,96 | .876 |
| Молодіжна збірна   | Молодіжна збірна   | Молодіжна збірна   | 15 | 10 | 2 | 0 | —   | —  | —   | —    | —    |
| Національна збірна | Національна збірна | Національна збірна | 14 | 5  | 7 | 0 | 721 | 47 | 0   | 3.91 | —    |